# Pycnotropis taenia
Pycnotropis taenia är en mångfotingart som först beskrevs av Peters 1864.  Pycnotropis taenia ingår i släktet Pycnotropis och familjen Aphelidesmidae. Inga underarter finns listade i Catalogue of Life.